# Joan Littlewood
Joan Maud Littlewood (Londres, Inglaterra, 6 de octubre de 1914 - ibídem, 20 de septiembre de 2002). fue una influyente directora teatral británica que rechazó la forma estandarizada y el contenido social inocuo del teatro comercial en favor de producciones experimentales de obras de teatro relacionadas con problemas sociales contemporáneos para audiencias de clase trabajadora.

## Biografía
Después de estudiar en la Real Academia de Arte Dramático, Littlewood en la década de 1930 fundó Theatre Union, que se especializó en producciones al aire libre y Theatre of Action. En 1945, en Mánchester, fundó Theatre Workshop, para audiencias de clase trabajadora, que en 1953 se mudó al Theatre Royal, Stratford (Londres) en el este de Londres. Al principio, las producciones eran principalmente de William Shakespeare y otros clásicos, con algunas obras de actualidad escritas o adaptadas por su esposo, Jimmy Miller, un cantante de Música folk y dramaturgo político. Gradualmente, el grupo desarrolló un estilo más definido. Influenciado por Bertolt Brecht, alentó la participación de la audiencia, permitió la improvisación en el escenario, alteró el texto y utilizó técnicas desarrolladas originalmente en el music hall. Sus producciones posteriores fueron colectivas en el sentido de que los actores compartieron la planificación de las presentaciones. Tras el éxito en 1955 de la versión dramática de Miller de El buen soldado Švejk, de Jaroslav Hašek, su influencia creció con, ¡Oh! Que linda Guerra de 1963, una evocación y crítica original de la Primera Guerra Mundial utilizando canciones populares de la época, titulares de periódicos proyectados y otros dispositivos para enfatizar su mensaje, se convirtió quizás en su producción más famosa. Otras obras destacadas, llenas de vitalidad, ruidosas y ampliamente humorísticas, pero con una caracterización sutil, incluye A Taste of Honey de 1958 de Shelagh Delaney. Su compañía de talleres de teatro se disolvió en 1964 y posteriormente, Joan Littlewood se interesó en proyectos menos estrictamente teatrales. Sin embargo, a principios de la década de 1970, el Taller de Teatro se reformó bajo su dirección. También participó activamente en la creación de Music Hall para niños alrededor del Theatre Royal, Stratford de 1968 a 1975. A partir de entonces, dejó Inglaterra para trabajar en Francia.